# Новоандреевский (Курская область)
Новоандре́евский — упразднённый посёлок, существовавший на территории Железногорского района Курской области до 1986 года. На момент упразднения входил в состав Городновского сельсовета.

## География
Располагался в 15 км к востоку от Железногорска на территории урочища Большая Смердячка. Состоял из 1 улицы, протянувшейся с запада на восток. Около посёлка начинался ручей — приток реки Песочной. Высота над уровнем моря — 225 м. Ближайшие, ныне существующие населённые пункты — деревня Городное и посёлок Сафрошинский.

## История
В 1937 году в посёлке было 12 дворов. Во время Великой Отечественной войны, с октября 1941 года по февраль 1943 года, Новоандреевский находился в зоне немецко-фашистской оккупации. В 1943 году в районе посёлка располагался медико-санитарный батальон. В 1981 году в посёлке проживало около 20 человек. До 27 февраля 1986 года входил в состав Большебобровского сельсовета, затем передан в Городновский сельсовет. Упразднён 20 ноября 1986 года.